# Municipio de Cifuentes
Municipio de Cifuentes är en kommun i Kuba.   Den ligger i provinsen Provincia de Villa Clara, i den centrala delen av landet, 240 km öster om huvudstaden Havanna. Antalet invånare är 28 850. Arean är 512 kvadratkilometer.
Terrängen i Municipio de Cifuentes är platt.